# Mount Bain
Mount Bain är ett berg i Antarktis. Det ligger i Västantarktis. Argentina, Chile och Storbritannien gör anspråk på området. Toppen på Mount Bain är 2 090 meter över havet.
Terrängen runt Mount Bain är varierad. Trakten är obefolkad. Det finns inga samhällen i närheten.